# Stamboom Elizabeth Stuart (1596-1662)
| Stamboom Elizabeth Stuart (1596-1662)                                   | Stamboom Elizabeth Stuart (1596-1662)                                               | Stamboom Elizabeth Stuart (1596-1662)                                               | Stamboom Elizabeth Stuart (1596-1662) | Stamboom Elizabeth Stuart (1596-1662)                                               | Stamboom Elizabeth Stuart (1596-1662)                                               | Stamboom Elizabeth Stuart (1596-1662)                                               | Stamboom Elizabeth Stuart (1596-1662)                                               | Stamboom Elizabeth Stuart (1596-1662)                                               | Stamboom Elizabeth Stuart (1596-1662)                                                                        | Stamboom Elizabeth Stuart (1596-1662)                                                                        | Stamboom Elizabeth Stuart (1596-1662)                                                                        | Stamboom Elizabeth Stuart (1596-1662)                                                                        | Stamboom Elizabeth Stuart (1596-1662)                                                                        | Stamboom Elizabeth Stuart (1596-1662) | Stamboom Elizabeth Stuart (1596-1662)                                                                        |
| ----------------------------------------------------------------------- | ----------------------------------------------------------------------------------- | ----------------------------------------------------------------------------------- | --- | ----------------------------------------------------------------------------------- | ----------------------------------------------------------------------------------- | ----------------------------------------------------------------------------------- | ----------------------------------------------------------------------------------- | ----------------------------------------------------------------------------------- | --- | --- | --- | --- | --- | --- | --- |
| Grootouders                                                             | Henry Stuart Darnley x Maria Stuart (1542-1587)                                     | Henry Stuart Darnley x Maria Stuart (1542-1587)                                     | Henry Stuart Darnley x Maria Stuart (1542-1587) | Henry Stuart Darnley x Maria Stuart (1542-1587)                                     | Henry Stuart Darnley x Maria Stuart (1542-1587)                                     | Henry Stuart Darnley x Maria Stuart (1542-1587)                                     | Henry Stuart Darnley x Maria Stuart (1542-1587)                                     | Henry Stuart Darnley x Maria Stuart (1542-1587)                                     | Frederik van Denemarken (1534-1588) Frederik II van Denemarken en Noorwegen x Sophia van Mecklenburg-Güstrow | Frederik van Denemarken (1534-1588) Frederik II van Denemarken en Noorwegen x Sophia van Mecklenburg-Güstrow | Frederik van Denemarken (1534-1588) Frederik II van Denemarken en Noorwegen x Sophia van Mecklenburg-Güstrow | Frederik van Denemarken (1534-1588) Frederik II van Denemarken en Noorwegen x Sophia van Mecklenburg-Güstrow | Frederik van Denemarken (1534-1588) Frederik II van Denemarken en Noorwegen x Sophia van Mecklenburg-Güstrow | Frederik van Denemarken (1534-1588) Frederik II van Denemarken en Noorwegen x Sophia van Mecklenburg-Güstrow                                                                                  | Frederik van Denemarken (1534-1588) Frederik II van Denemarken en Noorwegen x Sophia van Mecklenburg-Güstrow |
| Ouders                                                                  | Jacobus Stuart (1566-1625) Jacobus I van Engeland x Anna van Denemarken (1574-1619) | Jacobus Stuart (1566-1625) Jacobus I van Engeland x Anna van Denemarken (1574-1619) | Jacobus Stuart (1566-1625) Jacobus I van Engeland x Anna van Denemarken (1574-1619) | Jacobus Stuart (1566-1625) Jacobus I van Engeland x Anna van Denemarken (1574-1619) | Jacobus Stuart (1566-1625) Jacobus I van Engeland x Anna van Denemarken (1574-1619) | Jacobus Stuart (1566-1625) Jacobus I van Engeland x Anna van Denemarken (1574-1619) | Jacobus Stuart (1566-1625) Jacobus I van Engeland x Anna van Denemarken (1574-1619) | Jacobus Stuart (1566-1625) Jacobus I van Engeland x Anna van Denemarken (1574-1619) | Jacobus Stuart (1566-1625) Jacobus I van Engeland x Anna van Denemarken (1574-1619)                          | Jacobus Stuart (1566-1625) Jacobus I van Engeland x Anna van Denemarken (1574-1619)                          | Jacobus Stuart (1566-1625) Jacobus I van Engeland x Anna van Denemarken (1574-1619)                          | Jacobus Stuart (1566-1625) Jacobus I van Engeland x Anna van Denemarken (1574-1619)                          | Jacobus Stuart (1566-1625) Jacobus I van Engeland x Anna van Denemarken (1574-1619)                          | Jacobus Stuart (1566-1625) Jacobus I van Engeland x Anna van Denemarken (1574-1619) | Jacobus Stuart (1566-1625) Jacobus I van Engeland x Anna van Denemarken (1574-1619)                          |
| Elizabeth Stuart (1596-1662) x 1613 Frederik V van de Palts (1596-1632) |                                                                                     |                                                                                     | |                                                                                     |                                                                                     |                                                                                     |                                                                                     |                                                                                     | | | | | | | |
| Kinderen                                                                | Hendrik Frederik (1614-1629)                                                        | Karel I Lodewijk (1617-1680)                                                        | Karel I Lodewijk (1617-1680) | Karel I Lodewijk (1617-1680)                                                        | Elisabeth (1619-1680)                                                               | Ruprecht (1619-1682)                                                                | Maurits (1620-1652)                                                                 | Louise Maria (1622-1709)                                                            | Lodewijk (1623)                                                                                              | Eduard (1624-1663)                                                                                           | Henriëtte Maria (1626-1651)                                                                                  | Filips (1627-1650)                                                                                           | Charlotte (1628-1631)                                                                                        | Sophia (1630-1714) x 1658 Ernst August van Brunswijk-Lüneburg (1629-1698) | Gustaaf Adolf (1632-1641)                                                                                    |
| Kinderen                                                                | Hendrik Frederik (1614-1629)                                                        | x 1650 Charlotte van Hessen-Kassel (1627-?)                                         | x 1658 Marie Louise van Degenfeld (1634-1677) | x Elisabeth Hollander van Bernau (1659-?)                                           | Elisabeth (1619-1680)                                                               | Ruprecht (1619-1682)                                                                | Maurits (1620-1652)                                                                 | Louise Maria (1622-1709)                                                            | Lodewijk (1623)                                                                                              | Eduard (1624-1663)                                                                                           | Henriëtte Maria (1626-1651)                                                                                  | Filips (1627-1650)                                                                                           | Charlotte (1628-1631)                                                                                        | Sophia (1630-1714) x 1658 Ernst August van Brunswijk-Lüneburg (1629-1698) | Gustaaf Adolf (1632-1641)                                                                                    |
| Kleinkinderen                                                           | -                                                                                   | Karel II (1651-1685) Elisabeth Charlotte (1652-1722)                                | Karel Lodewijk (1658–1688) Caroline Elisabeth (1659–1696) Louise (1661–1733) Lodewijk (1662) Amalia Elisabeth (1663–1709) George Lodewijk (1664–1665) Frederika (1665–1674) Frederik Willem (1666–1667) Karel Eduard (1668–1690) Sophia (1669–1669) Karel Maurits (1671–1702) Karel August (1672–1691) Karel Casimir (1675–1691) | ?                                                                                   | -                                                                                   | 1 zoon 1 dochter                                                                    | ?                                                                                   | -                                                                                   | - | ? | ? | ? | - | George I (1660-1727) Frederik August (1661-1690) Maximiliaan Willem (1666-1726) Sophie Charlotte (1668-1705) Karel Filips (1669-1690) Christiaan Hendrik (1671-1703) Ernst August (1674-1728) | - |